# Abdou Traoré (Fußballspieler, 1981)
Abdou Traoré (* 5. August 1981) ist ein ehemaliger malischer Fußballspieler. Der Abwehrspieler nahm mit der Malischen Fußballnationalmannschaft an den Olympischen Sommerspielen 2004 in Athen teil.

## Karriere
Traoré war Mitglied der Malischen U20-Nationalmannschaft bei den U-20-Fußball-Weltmeisterschaft 1999. Die Mannschaft kam in Gruppe D auf den ersten Platz, verlor jedoch gegen Spanien im Halbfinale und gewann gegen Uruguay im Kampf um den dritten Platz.
Er war 2004 Mitglied der Malischen Fußballnationalmannschaft bei den Olympischen Sommerspielen. Das Team kam ins Viertelfinale, verlor aber gegen Italien und kam so auf Rang 5.